# اولگ لیپپسین
اولگ لیپپسین (انگلیسی: Oleg Liptsin؛ زادهٔ ۱ ژانویهٔ ۱۹۶۰) کارگردان نمایش، و بازیگر اهل اتحاد جماهیر شوروی سوسیالیستی است.